# Episodi di Giudice Amy (prima stagione)
La prima stagione della serie televisiva Giudice Amy è stata trasmessa in prima visione negli Stati Uniti d'America da CBS dal 19 settembre 1999 al 23 maggio 2000.
In Italia è stata trasmessa in prima visione da Canale 5 dall'8 ottobre al 6 novembre 2001.
| nº | Titolo originale             | Titolo italiano             | Prima TV USA      | Prima TV Italia  |
| -- | ---------------------------- | --------------------------- | ----------------- | ---------------- |
| 1  | Pilot                        | Il primo giorno             | 19 settembre 1999 | 8 ottobre 2001   |
| 2  | Short Calendar               | Procedimenti brevi          | 21 settembre 1999 | 9 ottobre 2001   |
| 3  | Trial by Jury                | La prima giuria             | 28 settembre 1999 | 10 ottobre 2001  |
| 4  | Victim Soul                  | Il potere miracoloso        | 5 ottobre 1999    | 11 ottobre 2001  |
| 5  | Last Tango in Hartford       | Paura d'amare               | 12 ottobre 1999   | 12 ottobre 2001  |
| 6  | Witch Hunt                   | Caccia alle streghe         | 19 ottobre 1999   | 15 ottobre 2001  |
| 7  | Impartial Bias               | Parzialità imparziale       | 2 novembre 1999   | 16 ottobre 2001  |
| 8  | Near Death Experience        | Il confronto                | 9 novembre 1999   | 17 ottobre 2001  |
| 9  | The Persistence of Tectonics | La festa del ringraziamento | 23 novembre 1999  | 18 ottobre 2001  |
| 10 | Crowded House                | Una casa affollata          | 30 novembre 1999  | 19 ottobre 2001  |
| 11 | Presumed Innocent            | La sindrome di Munchausen   | 14 dicembre 1999  | 22 ottobre 2001  |
| 12 | Spoil the Child              | Questioni di disciplina     | 11 gennaio 2000   | 23 ottobre 2001  |
| 13 | Zero to Sixty                | Il testamento               | 18 gennaio 2000   | 24 ottobre 2001  |
| 14 | Shaken, Not Stirred          | Vittime innocenti           | 8 febbraio 2000   | 25 ottobre 2001  |
| 15 | Culture Class                | Conflitti culturali         | 15 febbraio 2000  |                  |
| 16 | The Wee Hours                | Le ore piccole              | 22 febbraio 2000  | 26 ottobre 2001  |
| 17 | Drawing the Line             | Linea di confine            | 29 febbraio 2000  | 29 ottobre 2001  |
| 18 | Human Touch                  | L'altro papà                | 21 marzo 2000     | 30 ottobre 2001  |
| 19 | The Out-of-Towners           | Fuori città                 | 18 aprile 2000    | 31 ottobre 2001  |
| 20 | The Good Thing               | Una buona cosa              | 2 maggio 2000     | 1º novembre 2001 |
| 21 | Gray vs. Gray                | Gray contro Gray            | 9 maggio 2000     | 2 novembre 2001  |
| 22 | Not with a Whimper           | L'ultimo ballo              | 16 maggio 2000    | 5 novembre 2001  |
| 23 | Blast from the Past          | Amici d'infanzia            | 23 maggio 2000    | 6 novembre 2001  |

## Il primo giorno
- Titolo originale: Pilot
- Diretto da: James Hayman
- Scritto da: John Tinker e Bill D'Elia

### Trama
Le storie di Amy Madison Gray, una brillante giudice, divorziata e madre di una ragazza, che si trova a risolvere da sola i casi della vita e del mestiere.

## Procedimenti brevi
- Titolo originale: Short Calendar
- Diretto da: Jack Bender
- Scritto da: Nicole Yorkin e Dawn Prestwich

### Trama
Amy inizia la sua carriera come Giudice della Corte Suprema in Affari Familiari, rendendosi conto dell'enorme mole di lavoro che dovrà affrontare...

## La prima giuria
- Titolo originale: 	Trial by Jury
- Diretto da: James Hayman
- Scritto da: Natalie Chaidez

### Trama
Amy presiede alla sua prima giuria e si scontra con un ex compagno che rappresenta i genitori di una ragazza assassinata che citano i genitori del suo killer.

## Il potere miracoloso
- Titolo originale: Victim Soul
- Diretto da: James Frawley
- Scritto da: Barbara Hall

### Trama
Amy deve capire se un ragazzo attualmente in coma, che tutti pensano abbia poteri taumaturgici, abbia subito abusi da parte della nonna.

## Paura d'amare
- Titolo originale: Last Tango in Hartford
- Diretto da: James Frawley
- Scritto da: Nicole Yorkin e Dawn Prestwich

### Trama
Una minaccia di morte, associata con la disapprovazione di Maxine, pone un ostacolo alla relazione appena sbocciata fra Amy e Tracy.

## Caccia alle streghe
- Titolo originale: Witch Hunt
- Diretto da: Ken Olin
- Scritto da: Paul Karon

### Trama
Una donna combatte per la custodia del figlio dopo che il padre del ragazzo la accusa di essere una cattiva madre perché influenzata dalla religione Wicca.

## Parzialità imparziale
- Titolo originale: Impartial Bias
- Diretto da: James Hayman
- Scritto da: David W. Zucker

### Trama
Questa volta il giudice Amy ha a che fare con un caso di affidamento di un bambino nero ad una coppia di bianchi.

## Il confronto
- Titolo originale: Near Death Experience
- Diretto da: Kevin Dowling
- Scritto da: Angel Dean Lopez

### Trama
Amy presiede a una sentenza di condanna. L'imputato è un giovane immaturo giudicato colpevole dell'omicidio di una ragazzina durante una sparatoria.

## La festa del ringraziamento
- Titolo originale: The Persistence of Tectonics
- Diretto da: Joe Ann Fogle
- Scritto da: Randall Caldwell

### Trama
Amy deve trovare una soluzione per preparare la cena del Ringraziamento, essendo in servizio e facendo fronte ad un annuncio a sorpresa di Michael.

## Una casa affollata
- Titolo originale: Crowded House
- Diretto da: Martha Mitchell
- Scritto da: Lyla Oliver

### Trama
Amy assiste al caso di una ragazza maltrattata e malata mentalmente che ha pugnalato un'insegnante. Maxine prova ad aiutare una giovane madre super stressata.

## La sindrome di Munchausen
- Titolo originale: Presumed Innocent
- Diretto da: James Hayman
- Scritto da: Natalie Chaidez

### Trama
Donna diventa la nuova compagna di stanza di Vincent. Amy deve decidere se portare via un bambino alla madre sospettata di soffrire di una sindrome.

## Questione di disciplina
- Titolo originale: Spoil the Child
- Diretto da: Kristoffer Tabori
- Scritto da: Nicole Yorkin e Dawn Prestwich

### Trama
Amy minaccia di togliere un bambino al padre, che sostiene sia lecito e anzi giusto picchiare suo figlio regolarmente con una cintura.

## Il testamento
- Titolo originale: Zero to Sixty
- Diretto da: Anita Addison
- Scritto da: David Silverman e Marcy Gray Rubin

### Trama
Michael insiste per avere la custodia della figlia, dopo che Amy ha chiesto un aumento per il mantenimento della bambina. I due tornano a litigare.

## Vittime innocenti
- Titolo originale: Shaken, Not Stirred
- Diretto da: David Semel
- Scritto da: Kerry Lenhart e John J. Sakmar

### Trama
Per Amy un caso particolarmente difficile: deve decidere se un bambino, che ha scosso la sorellina fino ad ucciderla, possa essere ritenuto colpevole di omicidio.

## Conflitti culturali
- Titolo originale: Culture Class
- Diretto da: Jack Bender
- Scritto da: Ted Mann

### Trama
Amy è assegnata ad una Commissione che deciderà il destino di un giudice, accusato di chiedere favori sessuali ad una prostituta in cambio di uno sconto di pena.

## Le ore piccole
- Titolo originale: The Wee Hours
- Diretto da: James Hayman
- Scritto da: Hart Hanson

### Trama
Amy trova il modo di accelerare i tempi per ottenere la custodia di Lauren. Intanto Vincent trova un lavoro nel giornale locale.

## Linea di confine
- Titolo originale: Drawing the Line
- Diretto da: Jack Bender
- Scritto da: Lyla Oliver e Randall Caldwell

### Trama
Amy deve decidere se una donna, che ha una malattia cerebrale, possa fare la madre. Maxine scopre che un giovane ha una relazione con la sua terapista.

## L'altro papà
- Titolo originale: Human Touch
- Diretto da: Martha Mitchell
- Scritto da: Joshua Stern

### Trama
Amy deve decidere se affidare una ragazzina al patrigno o al padre, che è vittima di un caso grave di disturbo ossessivo compulsivo.

## Fuori città
- Titolo originale: The Out-of-Towners
- Diretto da: Bob McCracken
- Scritto da: Hart Hanson e David W. Zucker

### Trama
Amy e Bruce si recano in una cittadina di provincia per occuparsi di un caso di custodia di un minore tolto alla madre alcolizzata e a cui sono stati prescritti psicofarmaci perché troppo irrequieto. Maxine incontra un uomo affascinante.

## Una buona cosa
- Titolo originale: The Good Thing
- Diretto da: Kevin Dowling
- Scritto da: Karen Hall

### Trama
Amy decide del destino di due giovani arrestati per possesso di droga. Intanto Greta ritorna al lavoro con una nuova consapevolezza della sua spiritualità.

## Gray contro Gray
- Titolo originale: Gray vs. Gray
- Diretto da: James Hayman
- Scritto da: Kerry Lenhart e John J. Sakmar

### Trama
Amy e Maxine si trovano in forte disaccordo sul far testimoniare un cliente di Maxine, malato terminale, in un caso che Amy sta giudicando.

## L'ultimo ballo
- Titolo originale: Not with a Whimper
- Diretto da: David Platt
- Scritto da: Dawn Prestwich e Nicole Yorkin

### Trama
Un bambino con dei problemi a scuola sale a bordo di un aereo e clandestinamente va nel Connecticut. Maxine lo recupera e lo riporta dalla madre.

## Amici d'infanzia
- Titolo originale: Blast from the Past
- Diretto da: James Hayman
- Scritto da: Barbara Hall

### Trama
Un vecchio amico di Vincent minaccia di far esplodere il tribunale dopo aver perso la custodia dei figli per una decisione di Amy.